# Olimpia Pallavolo 2021-2022
Questa voce raccoglie le informazioni riguardanti l'Olimpia Pallavolo nelle competizioni ufficiali della stagione 2021-2022.

## Stagione
Nella stagione 2021-22 l'Olimpia Pallavolo assume la denominazione sponsorizzata di Agnelli Tipiesse Bergamo.
Partecipa per la dodicesima volta alla Serie A2 chiudendo la regular season di campionato al primo posto in classifica e qualificandosi per i play-off promozione dove si deve arrendere al Tricolore in semifinale.
Grazie al primo posto in classifica al termine del girone di andata della regular season partecipa alla Coppa Italia di Serie A2, arrivando fino alle semifinale dove viene sconfitta dal Tricolore.
Il primo posto in classifica gli vale anche la qualificazione per la Supercoppa italiana di Serie A2 che vince, per la seconda volta consecutiva, grazie alla vittoria sul Tricolore.

## Organigramma societario
Area direttiva
- Presidente: Angelo Agnelli
- Presidente onorario: Giuseppe Carenini
- Vicepresidente: Andrea Callioni, Carlo Perego
- Amministrazione: Samanta Ranaboldo
- Direttore generale: Igino Oliveto
- Direttore sportivo: Vito Insalata
- Segreteria: Michele Mologni
- Team manager: Sirio Tomaino

Area tecnica
- Allenatore: Gianluca Graziosi
- Allenatore in seconda: Daniele Busi
- Assistente allenatore: Luca Carenini
- Scout man: Federico Bigoni

Area comunicazione
- Ufficio stampa: Federico Errante
- Social Media Manager: Gergana Ileva
- Grafica: Chiara Troso
- Webmaster: Andrea Belussi

Area marketing
- Responsabile marketing: Paolo Bresciani

Area sanitaria
- Responsabile staff medico: Maurizio Mura
- Medico: Leonardo Valsecchi
- Fisioterapista: Matteo Bonfanti
- Preparatore atletico: Nicola Gibellini
- Massofisioterapista: Federico Carenini
- Nutrizionista: Marta Gamba

## Rosa
| N° | Nome                | Ruolo | Data di nascita | Nazionalità sportiva |
| -- | ------------------- | ----- | --------------- | -------------------- |
| 1  | Williams Padura     | O     | 24 ottobre 1986 | Italia               |
| 2  | Nicolò Mancin       | S     | 6 luglio 1999   | Italia               |
| 3  | Massimiliano Cioffi | C     | 24 luglio 1992  | Italia               |
| 4  | Giovanni Ceccato    | P     | 12 luglio 1999  | Italia               |
| 5  | Lorenzo Abosinetti  | S     | 24 gennaio 2004 | Italia               |
| 6  | Francesco D'amico   | L     | 9 ottobre 1999  | Italia               |
| 7  | Antonio Cargioli    | C     | 5 novembre 1994 | Italia               |
| 10 | Juan Ignacio Finoli | P     | 5 novembre 1991 | Argentina            |
| 11 | Andrea Baldi        | O     | 4 dicembre 2000 | Italia               |
| 12 | Jernej Terpin       | S     | 21 giugno 1996  | Italia               |
| 13 | Marco Pierotti      | S     | 19 giugno 1996  | Italia               |
| 15 | Matteo De Luca      | L     | 15 aprile 2002  | Italia               |
| 17 | Jacopo Larizza      | C     | 22 agosto 1998  | Italia               |

## Mercato
| Acquisti | Acquisti            | Acquisti       | Acquisti      |
| R.       | Nome                | da             | Modalità      |
| -------- | ------------------- | -------------- | ------------- |
| S        | Lorenzo Abosinetti  | Cisano         | definitivo    |
| O        | Andrea Baldi        | Valtrompia     | definitivo    |
| C        | Massimiliano Cioffi | Tuscania       | fine prestito |
| L        | Matteo De Luca      | Diavoli Rosa   | definitivo    |
| C        | Jacopo Larizza      | Lube           | definitivo    |
| O        | Williams Padura     | Prisma Taranto | definitivo    |

| Cessioni | Cessioni            | Cessioni         | Cessioni   |
| R.       | Nome                | a                | Modalità   |
| -------- | ------------------- | ---------------- | ---------- |
| S        | Michele Fedrizzi    | Lupi Santa Croce | definitivo |
| C        | Lorenzo Milesi      | ?                | -          |
| L        | Daniele Rota        | Cisano           | definitivo |
| O        | Andrea Santangelo   | Impavida Ortona  | definitivo |
| C        | Gianluca Signorelli | Valtrompia       | definitivo |
| S        | Mattia Sormani      | Cisano           | definitivo |
| O        | David Umek          | Parella          | definitivo |

## Risultati

### Serie A2

#### Girone di andata
| 1ª Giornata - 10 ottobre 2021 PalaGrotte, Castellana Grotte          | New Mater           | 3 - 0 | Olimpia Bergamo   | 25-23, 25-17, 25-21               |
| 3ª Giornata - 23 ottobre 2021 PalaMensSana, Siena                    | Emma Villas         | 0 - 3 | Olimpia Bergamo   | 19-25, 21-25, 22-25               |
| 4ª Giornata - 31 ottobre 2021 PalaPozzoni, Cisano Bergamasco         | Olimpia Bergamo     | 3 - 1 | Porto Viro        | 25-23, 19-25, 25-23, 25-18        |
| 5ª Giornata - 7 novembre 2021 PalaPozzoni, Cisano Bergamasco         | Olimpia Bergamo     | 3 - 0 | Lupi Santa Croce  | 25-23, 25-21, 25-17               |
| 6ª Giornata - 14 novembre 2021 Palasport Villa D'Agri, Marsicovetere | Rinascita Lagonegro | 3 - 0 | Olimpia Bergamo   | 25-23, 25-22, 25-23               |
| 7ª Giornata - 21 novembre 2021 PalaPozzoni, Cisano Bergamasco        | Olimpia Bergamo     | 3 - 0 | Mondovì           | 25-15, 25-20, 25-18               |
| 8ª Giornata - 27 novembre 2021 PalaCastagnaretta, Cuneo              | Cuneo               | 0 - 3 | Olimpia Bergamo   | 17-25, 19-25, 19-25               |
| 9ª Giornata - 5 dicembre 2021 PalaPozzoni, Cisano Bergamasco         | Olimpia Bergamo     | 3 - 0 | Impavida Ortona   | 25-16, 25-23, 25-15               |
| 10ª Giornata - 8 dicembre 2021 PalaFrancescucci, Casnate con Bernate | Libertas Brianza    | 3 - 2 | Olimpia Bergamo   | 25-19, 19-25, 25-21, 22-25, 15-11 |
| 11ª Giornata - 12 dicembre 2021 PalaPozzoni, Cisano Bergamasco       | Olimpia Bergamo     | 3 - 0 | Motta             | 25-15, 25-20, 25-21               |
| 12ª Giornata - 19 dicembre 2021 PalaPozzoni, Cisano Bergamasco       | Olimpia Bergamo     | 3 - 1 | Atlantide Brescia | 25-21, 21-25, 25-23, 25-17        |
| 13ª Giornata - 19 gennaio 2022 PalaBursi, Rubiera                    | Tricolore           | 1 - 3 | Olimpia Bergamo   | 23-25, 25-15, 22-25, 24-26        |

#### Girone di ritorno
| 14ª Giornata - 13 febbraio 2022 PalaPozzoni, Cisano Bergamasco    | Olimpia Bergamo   | 3 - 0 | New Mater           | 25-19, 25-20, 25-20               |
| 16ª Giornata - 16 gennaio 2022 PalaPozzoni, Cisano Bergamasco     | Olimpia Bergamo   | 3 - 0 | Emma Villas         | 25-20, 25-21, 25-18               |
| 17ª Giornata - 23 gennaio 2022 Palazzetto dello Sport, Porto Viro | Porto Viro        | 2 - 3 | Olimpia Bergamo     | 23-25, 25-19, 21-25, 25-21, 12-15 |
| 18ª Giornata - 30 gennaio 2022 PalaParenti, Santa Croce sull'Arno | Lupi Santa Croce  | 3 - 0 | Olimpia Bergamo     | 25-17, 25-20, 25-19               |
| 19ª Giornata - 6 febbraio 2022 PalaPozzoni, Cisano Bergamasco     | Olimpia Bergamo   | 3 - 1 | Rinascita Lagonegro | 25-17, 25-20, 23-25, 25-23        |
| 20ª Giornata - 15 marzo 2022 PalaManera, Mondovì                  | Mondovì           | 0 - 3 | Olimpia Bergamo     | 16-25, 8-25, 19-25                |
| 21ª Giornata - 27 febbraio 2022 PalaPozzoni, Cisano Bergamasco    | Olimpia Bergamo   | 3 - 0 | Cuneo               | 25-23, 25-15, 25-19               |
| 22ª Giornata - 6 marzo 2022 Palasport Comunale, Ortona            | Impavida Ortona   | 0 - 3 | Olimpia Bergamo     | 16-25, 24-26, 22-25               |
| 23ª Giornata - 12 marzo 2022 PalaPozzoni, Cisano Bergamasco       | Olimpia Bergamo   | 3 - 0 | Libertas Brianza    | 29-27, 25-22, 25-15               |
| 24ª Giornata - 20 marzo 2022 PalaVicentini, Caorle                | Motta             | 0 - 3 | Olimpia Bergamo     | 17-25, 22-25, 11-25               |
| 25ª Giornata - 27 marzo 2022 PalaSanFilippo, Brescia              | Atlantide Brescia | 0 - 3 | Olimpia Bergamo     | 24-26, 19-25, 22-25               |
| 26ª Giornata - 3 aprile 2022 PalaPozzoni, Cisano Bergamasco       | Olimpia Bergamo   | 3 - 1 | Tricolore           | 25-20, 23-25, 25-20, 28-26        |

#### Play-off promozione
| Quarti di finale (gara 1) - 16 aprile 2022 PalaPozzoni, Cisano Bergamasco        | Olimpia Bergamo     | 3 - 1 | Rinascita Lagonegro | 25-18, 25-21, 25-27, 25-19        |
| Quarti di finale (gara 2) - 24 aprile 2022 Palasport Villa D'Agri, Marsicovetere | Rinascita Lagonegro | 0 - 3 | Olimpia Bergamo     | 22-25, 17-25, 21-25               |
| Semifinali (gara 1) - 1º maggio 2022 Palazzetto dello Sport, Bergamo             | Olimpia Bergamo     | 3 - 1 | Tricolore           | 25-17, 19-25, 27-25, 25-21        |
| Semifinali (gara 2) - 8 maggio 2022 PalaBursi, Rubiera                           | Tricolore           | 3 - 2 | Olimpia Bergamo     | 20-25, 25-17, 26-28, 25-23, 15-9  |
| Semifinali (gara 3) - 11 maggio 2022 Palazzetto dello Sport, Bergamo             | Olimpia Bergamo     | 2 - 3 | Tricolore           | 21-25, 15-25, 25-21, 25-21, 17-19 |

### Coppa Italia di Serie A2
| Quarti di finale - 26 gennaio 2022 PalaPozzoni, Cisano Bergamasco | Olimpia Bergamo | 3 - 0 | Libertas Brianza | 25-22, 25-19, 25-18               |
| Semifinali - 2 febbraio 2022 PalaPozzoni, Cisano Bergamasco       | Olimpia Bergamo | 2 - 3 | Tricolore        | 16-25, 20-25, 25-22, 25-21, 11-15 |

### Supercoppa italiana di Serie A2
| 8 aprile 2022 Palazzetto dello Sport, Bergamo | Olimpia Bergamo | 3 - 1 | Tricolore | 25-23, 25-18, 21-25, 25-21 |

## Statistiche

### Statistiche di squadra
| Competizione                    | Punti | In casa | In casa | In casa | In trasferta | In trasferta | In trasferta | Totale | Totale | Totale |
| Competizione                    | Punti | G       | V       | P       | G            | V            | P            | G      | V      | P      |
| ------------------------------- | ----- | ------- | ------- | ------- | ------------ | ------------ | ------------ | ------ | ------ | ------ |
| Serie A2                        | 60    | 15      | 14      | 1       | 14           | 9            | 5            | 29     | 23     | 6      |
| Coppa Italia di Serie A2        | -     | 2       | 1       | 1       | 0            | 0            | 0            | 2      | 1      | 1      |
| Supercoppa italiana di Serie A2 | -     | 1       | 1       | 0       | 0            | 0            | 0            | 1      | 1      | 0      |
| Totale                          | -     | 18      | 16      | 2       | 14           | 9            | 5            | 32     | 25     | 7      |

G = partite giocate; V = partite vinte; P = partite perse 

### Statistiche dei giocatori
| Giocatore     | Serie A2 | Serie A2 | Serie A2 | Serie A2 | Serie A2 | Coppa Italia di Serie A2 | Coppa Italia di Serie A2 | Coppa Italia di Serie A2 | Coppa Italia di Serie A2 | Coppa Italia di Serie A2 | Supercoppa italiana di Serie A2 | Supercoppa italiana di Serie A2 | Supercoppa italiana di Serie A2 | Supercoppa italiana di Serie A2 | Supercoppa italiana di Serie A2 | Totale | Totale | Totale | Totale | Totale |
| Giocatore     | P        | PT       | AV       | MV       | BV       | P                        | PT                       | AV                       | MV                       | BV                       | P                               | PT                              | AV                              | MV                              | BV                              | P      | PT     | AV     | MV     | BV     |
| ------------- | -------- | -------- | -------- | -------- | -------- | ------------------------ | ------------------------ | ------------------------ | ------------------------ | ------------------------ | ------------------------------- | ------------------------------- | ------------------------------- | ------------------------------- | ------------------------------- | ------ | ------ | ------ | ------ | ------ |
| L. Abosinetti | 1        | 0        | 0        | 0        | 0        | 0                        | 0                        | 0                        | 0                        | 0                        | 0                               | 0                               | 0                               | 0                               | 0                               | 1      | 0      | 0      | 0      | 0      |
| A. Baldi      | 7        | 7        | 6        | 1        | 0        | 1                        | 0                        | 0                        | 0                        | 0                        | 0                               | 0                               | 0                               | 0                               | 0                               | 8      | 7      | 6      | 1      | 0      |
| A. Cargioli   | 29       | 210      | 151      | 56       | 3        | 2                        | 17                       | 16                       | 1                        | 0                        | 1                               | 5                               | 5                               | 0                               | 0                               | 32     | 232    | 172    | 57     | 3      |
| G. Ceccato    | 10       | 2        | 0        | 0        | 2        | 1                        | 0                        | 0                        | 0                        | 0                        | 0                               | 0                               | 0                               | 0                               | 0                               | 11     | 2      | 0      | 0      | 2      |
| M. Cioffi     | 11       | 40       | 33       | 6        | 1        | 2                        | 9                        | 5                        | 4                        | 0                        | 0                               | 0                               | 0                               | 0                               | 0                               | 13     | 49     | 38     | 10     | 1      |
| F. D'amico    | 29       | 0        | 0        | 0        | 0        | 2                        | 0                        | 0                        | 0                        | 0                        | 1                               | 0                               | 0                               | 0                               | 0                               | 32     | 0      | 0      | 0      | 0      |
| M. De Luca    | 2        | 0        | 0        | 0        | 0        | 0                        | 0                        | 0                        | 0                        | 0                        | 0                               | 0                               | 0                               | 0                               | 0                               | 2      | 0      | 0      | 0      | 0      |
| J. Finoli     | 29       | 62       | 20       | 21       | 21       | 2                        | 7                        | 3                        | 2                        | 2                        | 1                               | 1                               | 0                               | 1                               | 0                               | 32     | 70     | 23     | 24     | 23     |
| J. Larizza    | 24       | 231      | 146      | 70       | 15       | 1                        | 0                        | 0                        | 0                        | 0                        | 1                               | 11                              | 9                               | 2                               | 0                               | 26     | 242    | 155    | 72     | 15     |
| N. Mancin     | 24       | 3        | 0        | 0        | 3        | 2                        | 0                        | 0                        | 0                        | 0                        | 1                               | 0                               | 0                               | 0                               | 0                               | 27     | 3      | 0      | 0      | 3      |
| W. Padura     | 29       | 471      | 386      | 50       | 35       | 2                        | 30                       | 27                       | 2                        | 1                        | 1                               | 24                              | 19                              | 3                               | 2                               | 32     | 525    | 432    | 55     | 38     |
| M. Pierotti   | 29       | 342      | 287      | 30       | 25       | 2                        | 33                       | 26                       | 4                        | 3                        | 1                               | 6                               | 4                               | 1                               | 1                               | 32     | 381    | 317    | 35     | 29     |
| J. Terpin     | 29       | 380      | 322      | 29       | 29       | 2                        | 25                       | 21                       | 1                        | 3                        | 1                               | 21                              | 16                              | 2                               | 3                               | 32     | 426    | 359    | 32     | 35     |

P = presenze; PT = punti totali; AV = attacchi vincenti; MV = muri vincenti; BV = battute vincenti